# مطماطة (تونس)
مَطْمَاطَة منطقة في الجنوب الشرقي التونسي.غرب مدينة قابس، وهي تابعة لولاية قابس. الهياكل النموذجية للقرية يتم بنائها عبر حفر حفرة كبيرة في الأرض. وحول محيط هذه الحفرة توجد كهوف محفورة لاستخدامها كغرف، وكذلك توجد بعض المنازل التي تضم حفرا متعددة ويربط بينها خندق أو ممر تحت الأرض يسمى «السقيفة». هذا النوع من المنازل أصبح شهيرا لأنه كان موقع منزل عائلة لارس: لوك سكايوالكر، وعمته بيرو لارس وعمه أوين لارس في سلسلة أفلام حرب النجوم. منزل عائلة لارس كان في الواقع نزل سيدي إدريس، الذي يوفر منازل حفرية تقليدية أمازيغية. واحدة من مهمات كول أوف ديوتي 2 تدور في مطماطة كجزء من حملة شمال إفريقيا.

## التسمية
اسمها الأمازيغي «أَثْوَبْ» وهي كلمة أمازيغيّة تعني أرض السعادة والهناء  وقيل أنّها سميت مدينة مطماطة على اسم قبيلة أمازيغية قديمة، لم تستطع أن تقاوم جحافل بني هلال، ولم تستطع التأقلم معهم، هاجر أهلها إلى هذه المنطقة الوعرة، وحفروا بيوتهم في باطنها حتى لا يراهم أحد، وحتى يتأقلموا مع المناخ، فباطن هذه الحفر كان دوما رطبا في الصيف، ودافئا في الشتاء، ومن المؤكد أنه كان رحيمًا بهم أكثر من الآخرين. وقد اكتسبت مطماطة شهرتها العالمية من خلال فيلم حرب النجوم، الذي صوّر في بيوتها الغريبة عام 1970, وبدت بيوتها على الشاشة مثل أصداء كوكب خيالي لم يوجد أبدا.

## التاريخ

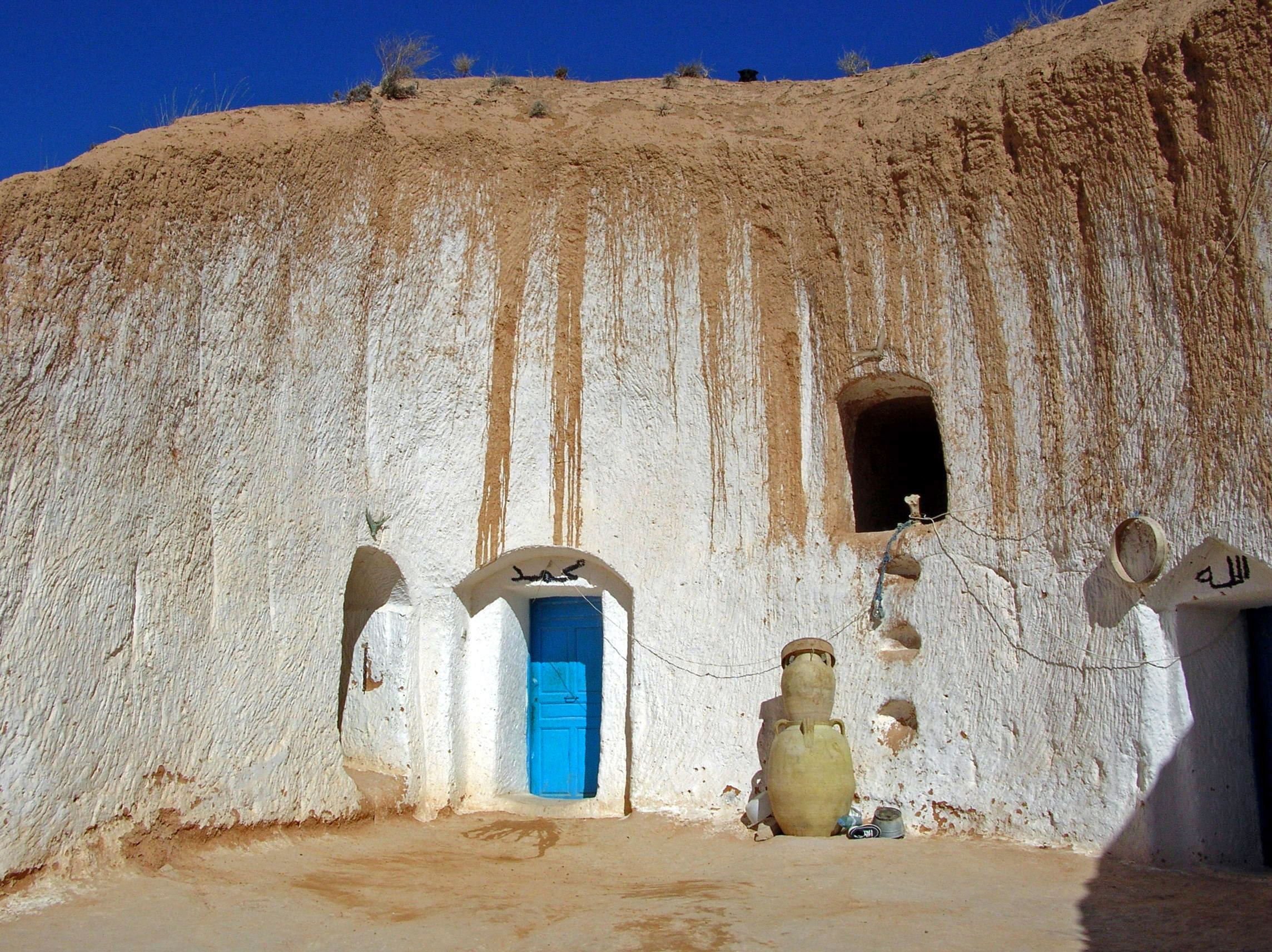
منزل في مطماطة

### التاريخ القديم
تاريخ هذا المكان غير معروف جدا، إلا من القصص الخرافية التي تنقل من جيل إلى آخر. على أية حالة، بقيت هذه القرية مختبئة في منطقة عدوانية لقرون. طرق العيش في تلك المنطقة كانت صعبة: حيث تشتهر تونس بإنتاجها الكبير لزيت الزيتون، كان الرجال هناك يبحثون عن العمل في شمال القرية كل ربيع، عند بداية موسم الزيتون، ويعودون إلى منازلهم في الخريف، عند نهاية الموسم. وكان يأخذون في المقابل الزيت، الذي يبادلونه بمواد أخرى (حاليا بالمال)، ويوفرون طعاما وملابس كافية لتعيش عائلاتهم حياة عادية.

### التاريخ الحديث
أثناء قصف الحلفاء لمدينة قابس التابعة للنازيين، فرت العديد من العائلات القابسية للجوء في المساكن التقليدية في مطماطة. كما كانت مطماطة معقل الفلاقة الذين حملوا السلاح ضد الاستعمار الفرنسي تحت قيادة محمد الدغباجي، وكان العديد من زملائه من سكان مطماطة. ثم بعد الاستقلال في 1956، أعلنت الحكومة بأنها ستحاول نقل سكان الجبال إلى المدن الجديدة الواقعة على هضبة مثل مطماطة الجديدة والزراوة الجديدة وبني عيسى الجديدة، ولكن غالبية السكان فضلوا الاحتفاظ بمنازلهم بالقرب من حدائقهم التي تطفو في الجبال.

## الجغرافيا
تبعد مدينة مطماطة حوالي 450 كيلومتر من مدينة تونس العاصمة و43 كيلومتر من خليج قابس و60 كيلومتر من مدينة «مدنين». تقع مطماطة في الجنوب الشرقي بلاد التونسية في ولاية قابس.و هي تتموضع ضمن سلسلة جبل مطماطة هي بذلك مع ارتفاع معين من البحر الأمر الذي يجعل الهواء فيها أقل حرارة من مثيلها الجديد. أما عن السكان فقد وقع التعرض إلى النادات الفوضوية وأثر ذلك على جمالية القرية وعلى الأزقة التي توجد داخل أحياء المسكونة من هذه البناءات.

## الاقتصاد

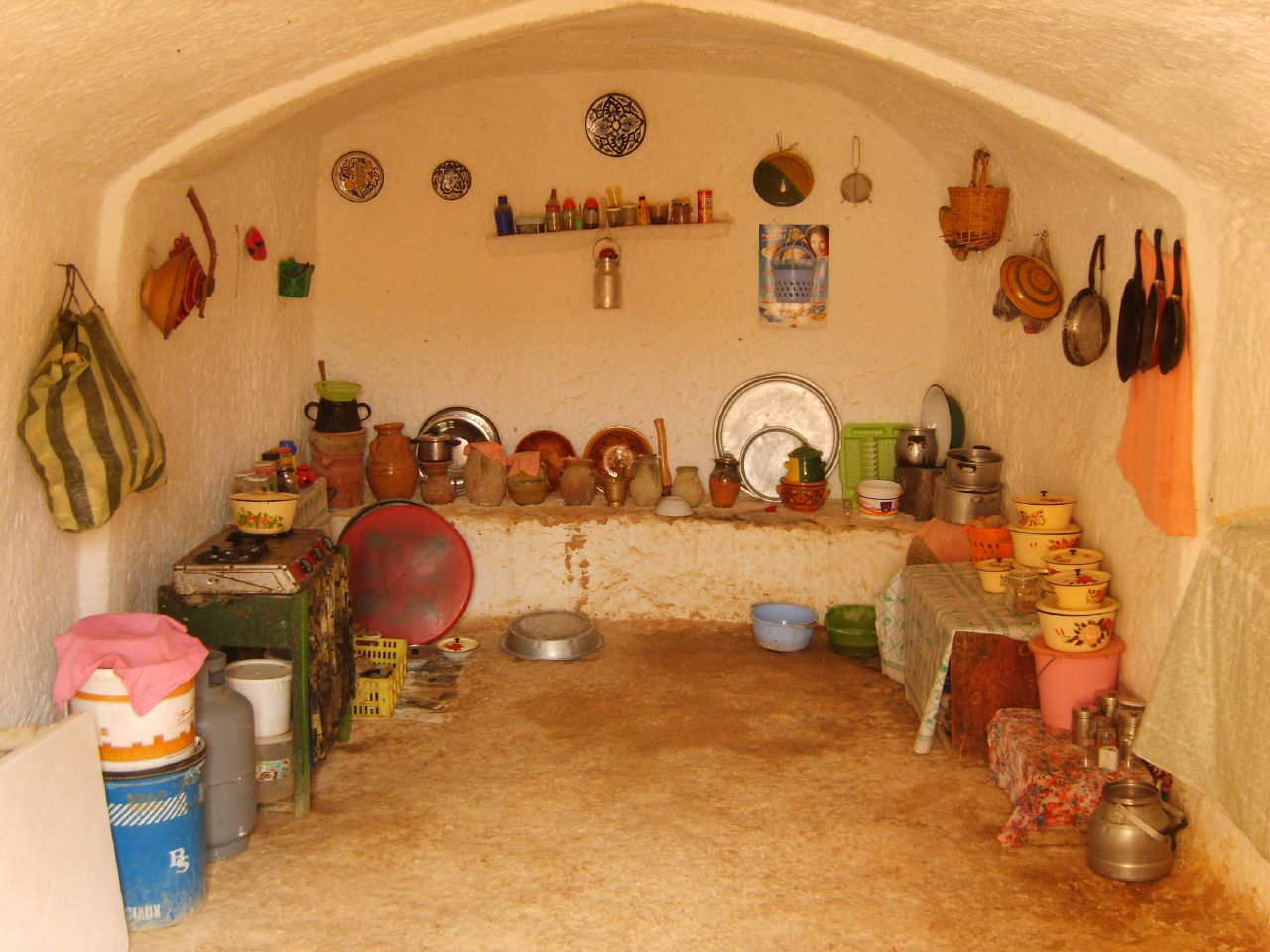
المطبخ التقليدي

هم يمارسون الفلاحة ولكن مع وجود قطاع البيع السياحي، أصبح هناك من يمارس بعض المهن المرتبطة بهذا القطاع.بيع بعض المنتوجات الصناعية التقليدية (وقعت الإشارة أن السياحة قد طورت هذا القطاع) ونذكر منها توظيف الجمال لركوب السياح.
أما عن السياحة فهذا القطاع في المنطقة واعد وسيكون للأسف على حساب الفلاحة نظرا للجفاف.
في إطار تحريك المنطقة اقتصاديا سياحيا خاصة وقع إنجاز مطار غرب مطماطة الجديدة طريق الحامة. تعود أهالي القرية على فضول الغرباء وأصبح هذا مصدر رزق لهم، معظمهم غادر هذه الحفر ولجأ إلى بيوت الاسمنت في مطماطة الجديدة، ولكن ما زال هناك حوالي خمسمائة منهم تحت الأرض، يتحملون غزوات السياح اليومية وقوفهم عند حافة الحفر، وهم يصورون دقائق حياتهم. بالإضافة إلى ذلك جعلهم باطن الأرض يتأقلمون المناخ لبقاءه رطبا في الصيف ودافئا في الشتاء.

## العمارة

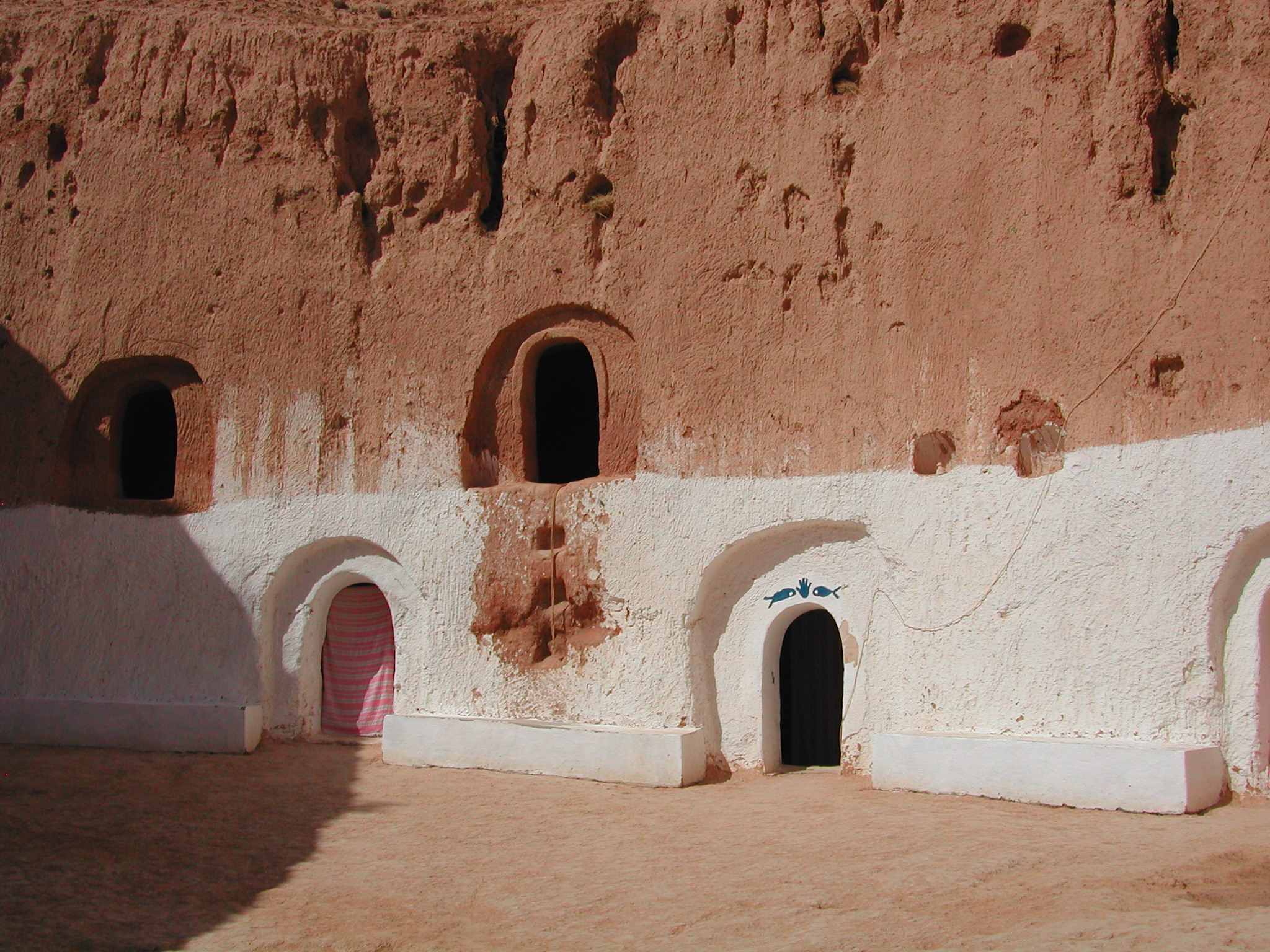
غرف محفورة في جبل

تختلف بيوت قرية مطماطة التونسية عن باقي البيوت في القرى العربية الأخرى بامتلاكها لساحة أمامية تؤدي إلى العديد من الغرف.
إلا أن الغريب في هذه القرية التونسية هو ان جميع بيوتها محفورة في الأرض فعند الوصول إليها لا تواجهك إلا التلال الجرداء التي تشبه تضاريس وجه القمر.
وكل شيء في هذه القرية موجود في حفرة غائرة تحت الأرض، قرية كاملة تعيش في باطن الصخور الرملية، فكل حفرة أو منزل مكون من باحة منزل رئيسية تزينها الرسوم، وتتفرع منها حفر أخرى هي بقية غرف المنزل.
يوجد في مدينة مطماطة قلعة قصر جمعة الشامخة والتي تطل على المنطقة الداخلية للمدينة تتبعها الانحدارات الصخرية القاحلة ومن فوقها الشمس الحارقة. في مدينة مطماطة تعتبر الحفر والفتحات الأرضية الموغلة بعمق داخل الجبال مأوى آخر للسكان الأصليين ضد المعتدين.
هذه الكهوف «والتي تستخدم كمنازل» تتكون من فناء واسع وكهوف صخرية تستخدم كغرف للنوم أو مكان لتخزين الحبوب بالإضافة إلى الممرات التي تتجمع فيها العائلة والتي تشق طريقها بعمق في الصخور اللينة وتصل فيما بينها بممرات.
الوصول إلى هذه الكهوف والحياة الكاملة بداخلها من ممرات وما يشبه الغرف يكون عن طريق أنفاق أو سلالم والتي من الممكن ان تزال عند الشعور بالخطر.
أما من الداخل فتلك البيوت الصخرية أو الكهوف والمدهونة جدرانها باللون الأبيض الخالص تكون رطبة مع شيء من البرودة الخفيفة في الصيف مما يحمي ساكني هذه الكهوف من الشمس الحارقة في تلك الصحراء القاحلة. بعض من هذه المنازل الجبلية تحول إلى فنادق مريحة وفريدة وتجربة مشوقة.
من المؤكد أن طبيعة أرض مطماطة مألوفة عند رؤيتها وذلك بسبب أن في هذه المدينة تحديدا قد تم تصوير فيلم حرب النجوم الشهير والعالمي مما يؤكد انفراد المكان بطبيعته. سميت هذه القرية نسبة إلى سكانها من قبائل الأمازيغ حيث يعتبر هذا المكان أكبر تجمع لساكني الكهوف.

## صور

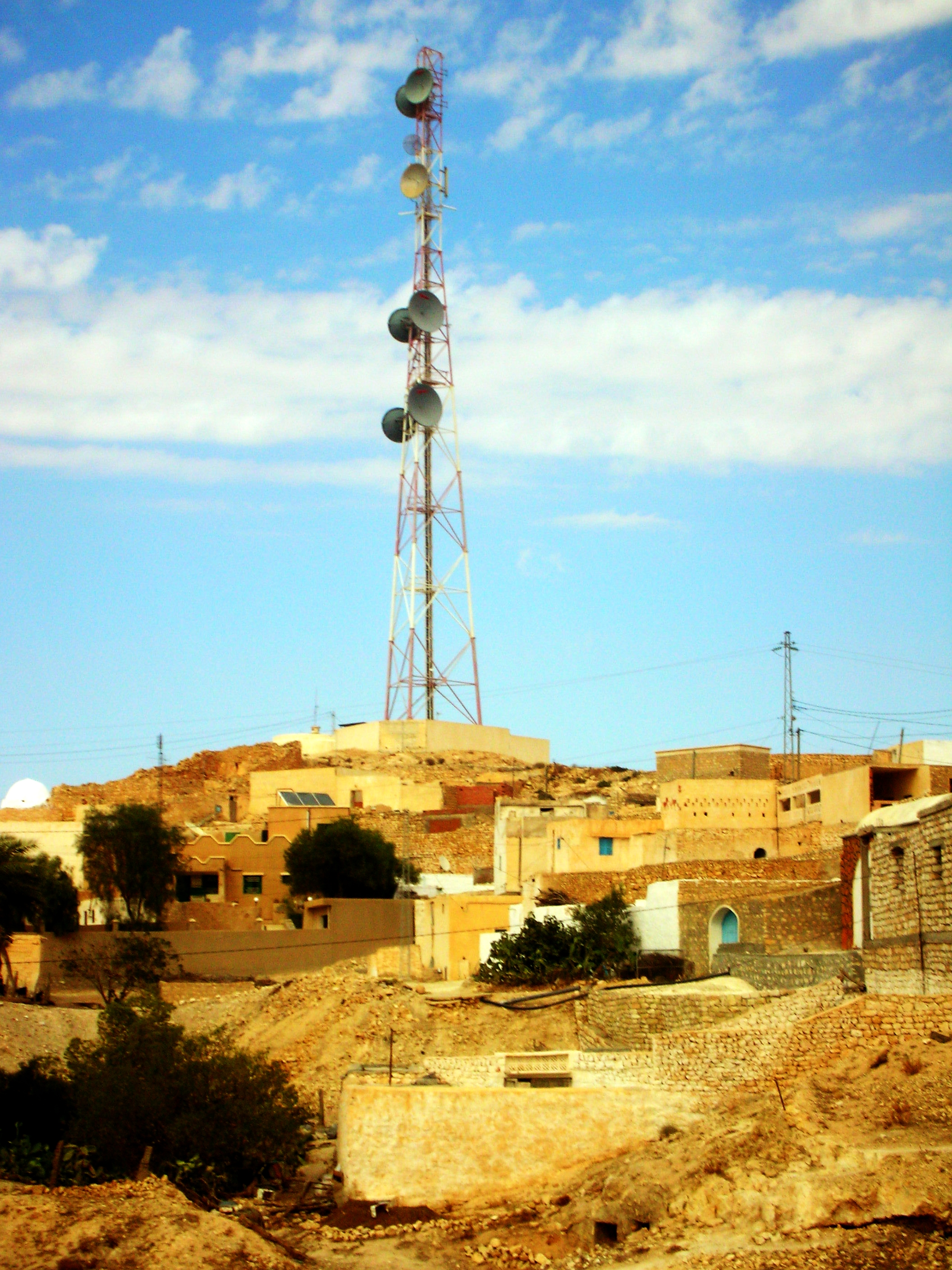
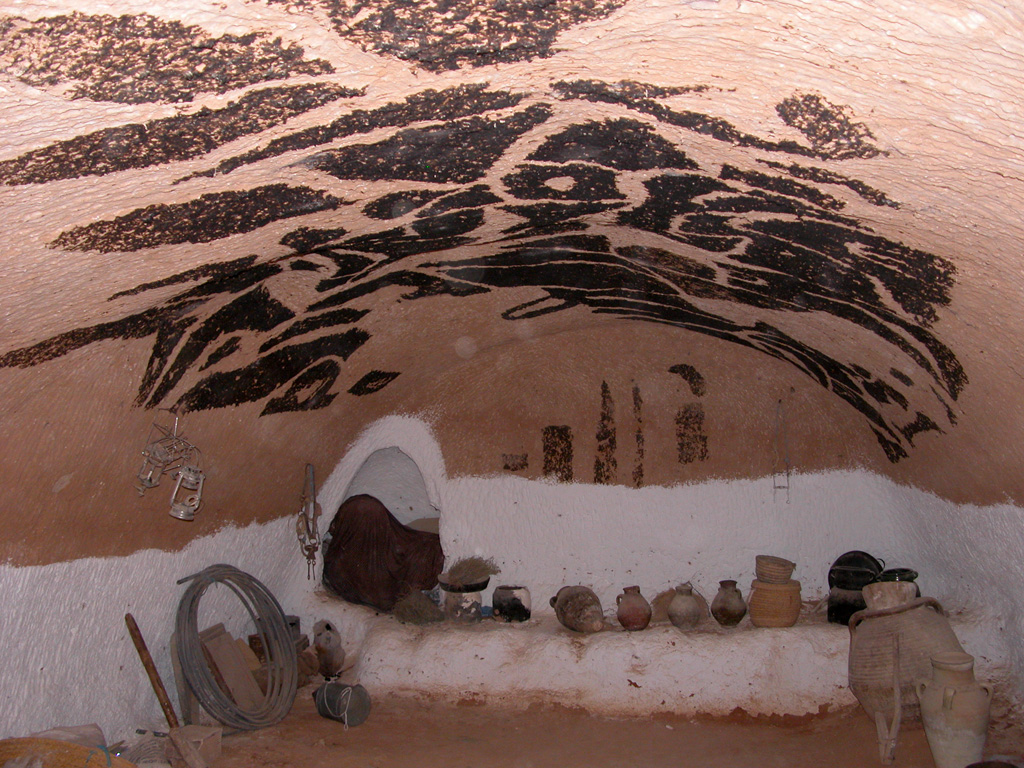
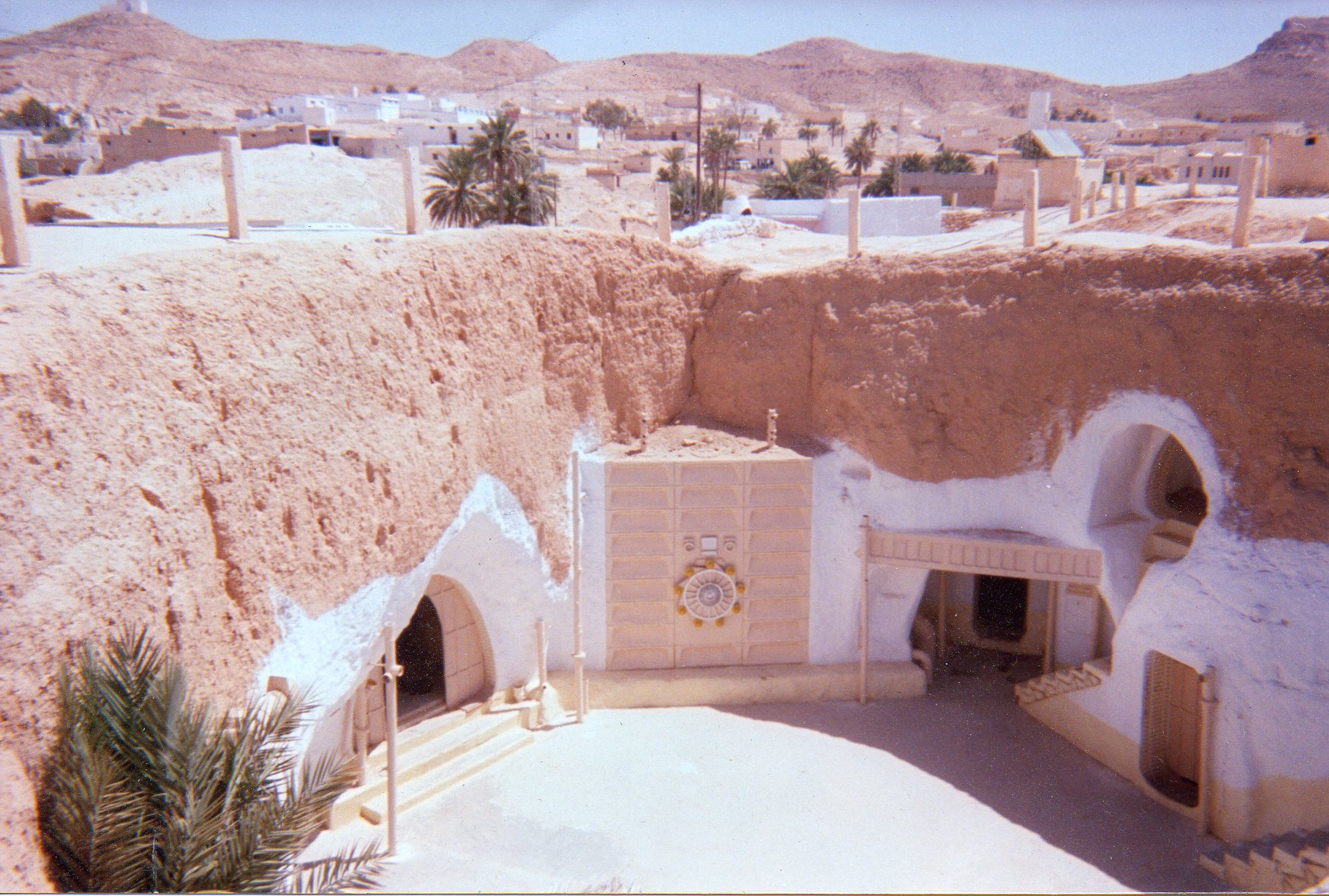
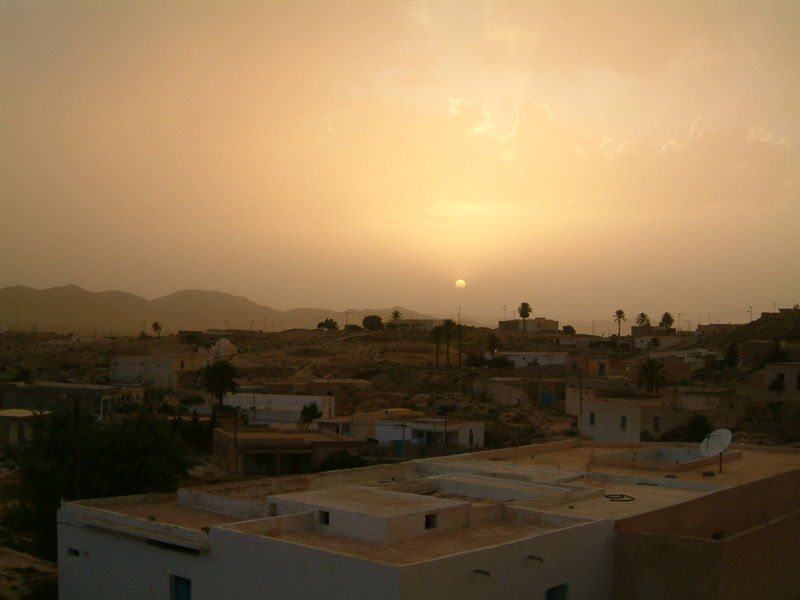
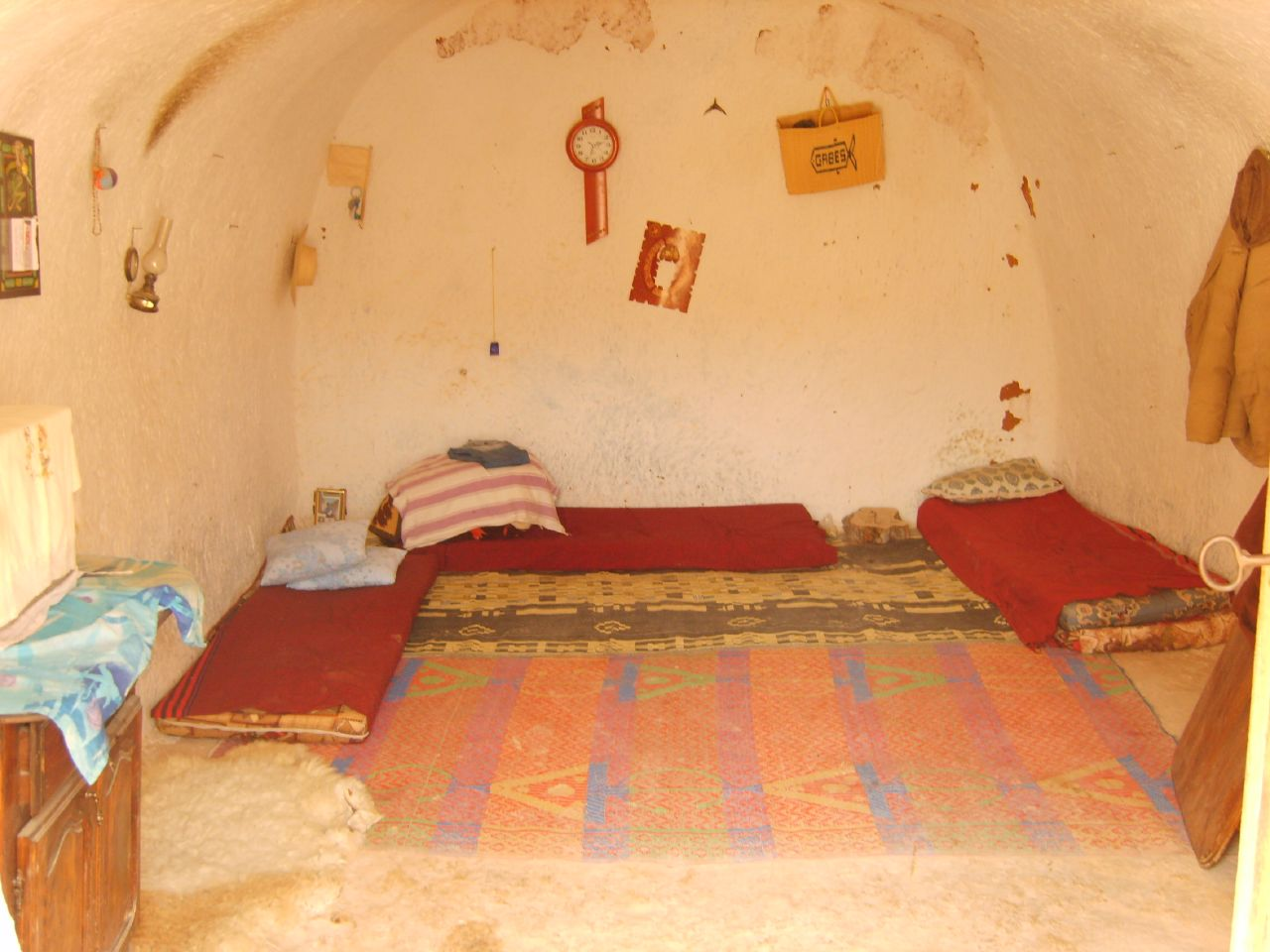

## وصلات خارجية
- تقرير رحلة من مطماطة
- نظرة عامة لنزل سيدي إدريس (منزل عائلة لارس في كوكب تاتووين).
- حرب النجوم الحقيقية?
- مطماطة بها منازل جميلة ومن أحسن العمارة في العالم. نسخة محفوظة 1 مارس 2010 على موقع واي باك مشين.